# Spaarne
La Spaarne est une rivière néerlandaise située en la province de Hollande-Septentrionale. Elle traverse Haarlem et Spaarndam, reliant sur 10,5 kilomètres le Haarlemmermeer au sud à l'IJ au nord.

## Histoire

### Origines

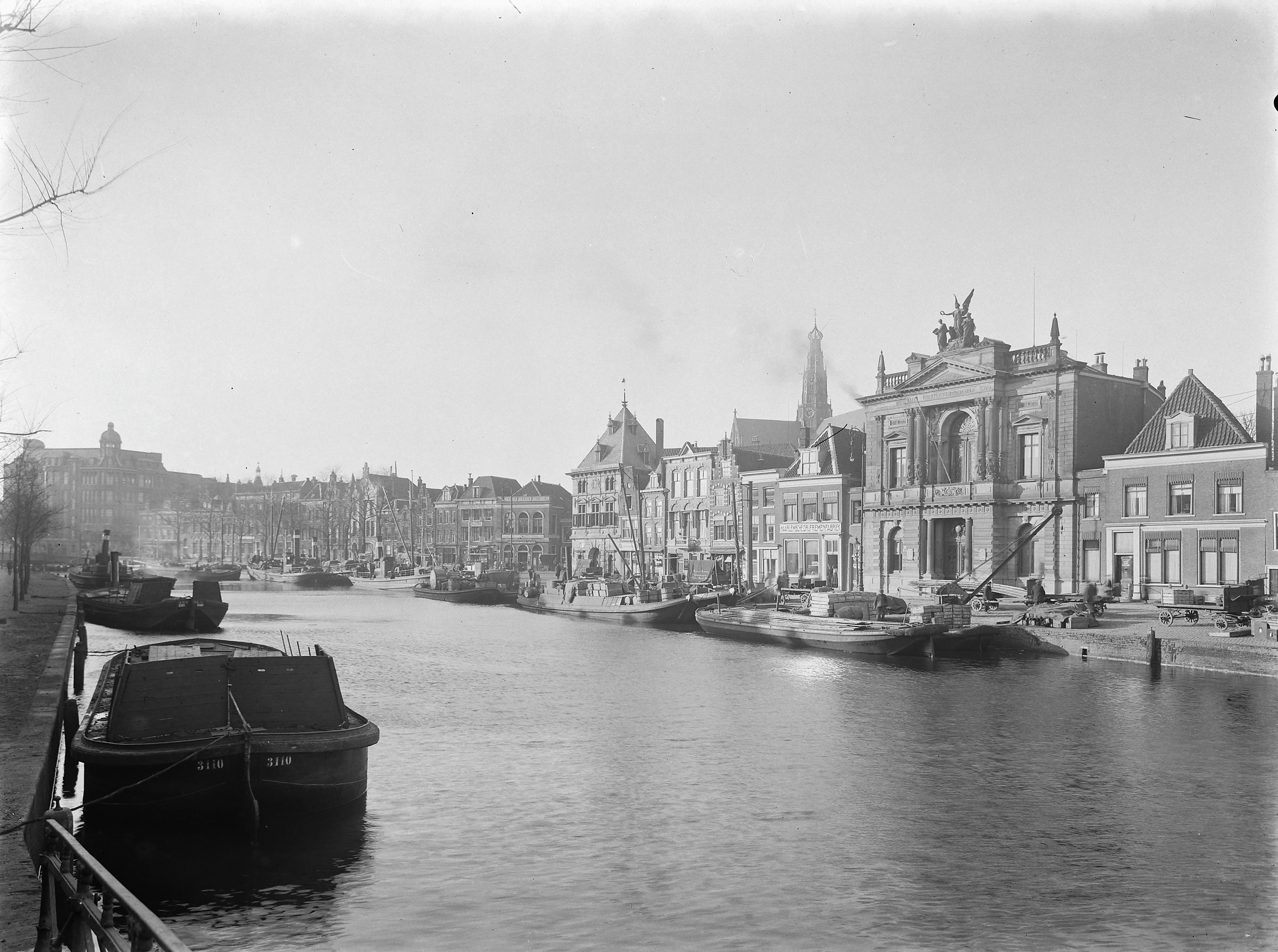
Façade néoclassique du musée Teyler, sur les quais de la Spaarne à Haarlem, en 1924.

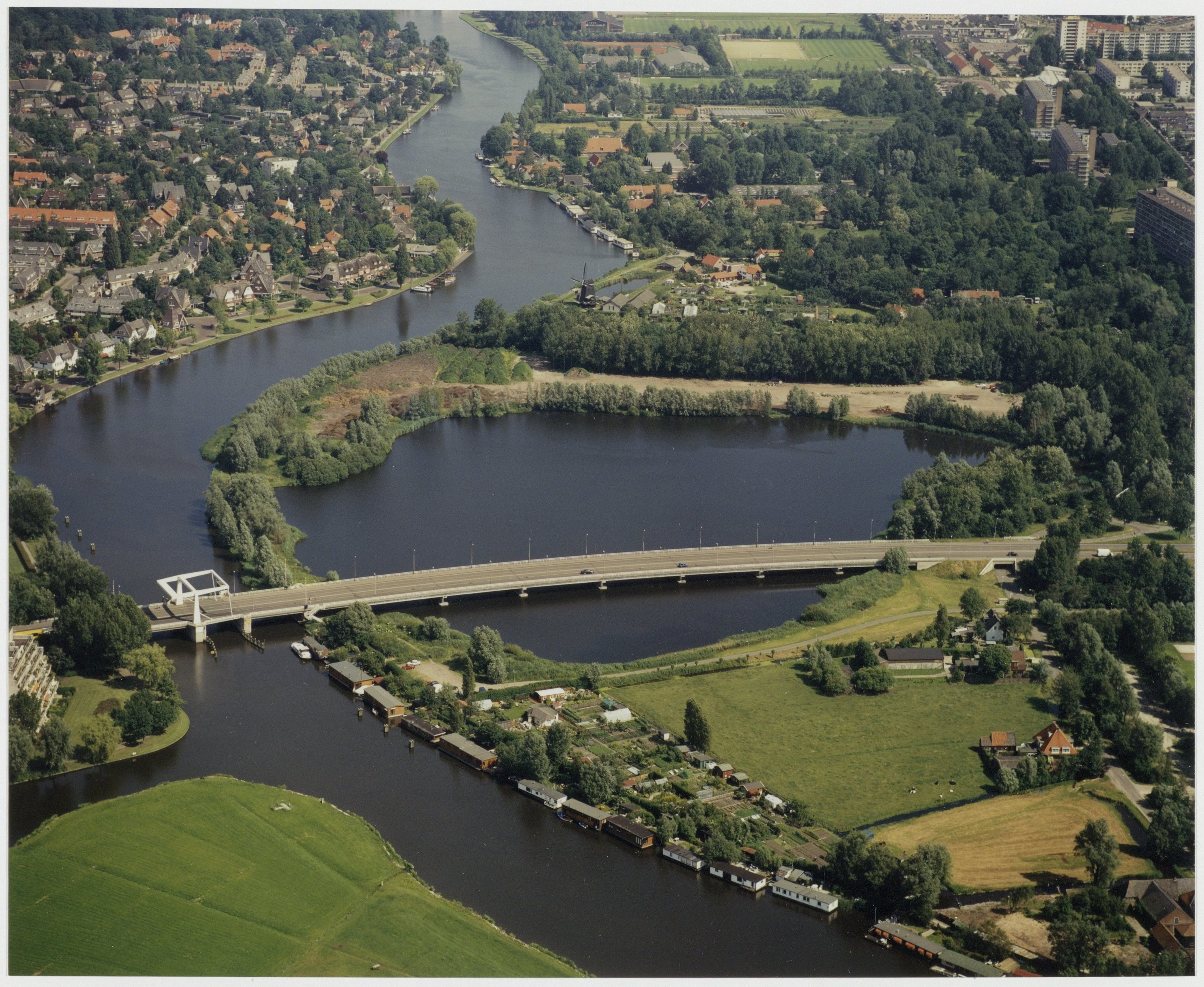
Photographie aérienne de la Spaarne en 1994.

Étymologiquement, le nom de Spaarne peut s'expliquer comme un dérivé de spier, signifiant « roseau ». À l'origine, la Spaarne est la liaison entre le lac du Haarlemmermeer et l'IJ. Près de Spaarndam, la Spaarne se jette alors dans l'IJ. Après l'assèchement du Haarlemmermeer en 1852, la Spaarne devient un bras du Ringvaart. L'assèchement a pour conséquence une nette diminution du débit de la Spaarne.

### Temps modernes
L'eau du Ringvaart, qui passe dans le passé via le Ringvaart et l'Amstel vers l'IJ et vers le Zuiderzee, fait perdre à la Spaarne son importance et de profondeur. Sous la pression des entreprises au bord de la Spaarne, le conseil municipal de Haarlem décide en 1898 d'approfondir la Spaarne.
Pendant la construction du canal de la Mer du Nord, de grandes parties de l'IJ ont été poldérisées ; toutefois, près de Spaarndam, il subsiste une partie de cet IJ, désormais intégrée à la Spaarne. L'accès depuis Spaarndam vers le Canal de la Mer du Nord se fait par le Zijkanaal C.

## Source
- (nl) Cet article est partiellement ou en totalité issu de l’article de Wikipédia en néerlandais intitulé « Spaarne » (voir la liste des auteurs).